# Artemisia saharae
Artemisia saharae là một loài thực vật có hoa trong họ Cúc. Loài này được Pomel mô tả khoa học đầu tiên năm 1874.